# Římskokatolická farnost Bílovice nad Svitavou
Římskokatolická farnost Bílovice nad Svitavou je územním společenstvím římských katolíků v rámci brněnského děkanství brněnské diecéze.

## Historie farnosti
Původně patřily Bílovice nad Svitavou do farnosti Brno-Obřany. Zdejší Kostel svatého Cyrila a Metoděje pochází z let 1908–1913, kdy byl vystaven podle projektu brněnského architekta Antonína Blažka. Posvěcen byl 20. července 1913 bystrckým děkanem Juliem Koubkem. V souvislosti s postavením kostela vznikla samostatná bílovická farnost.

## Duchovní správci
Farářem zde byl od srpna 2003 ThLic. PhDr. Ing. Jaroslav Filka. Toho jako farář vystřídal od 1. srpna 2016 R. D. PaedDr. Pavel Lazárek, který působil ve farnosti do 31. července 2025, kdy odešel na sabatický rok. Novým farářem se 1. srpna 2025 stal R. D. Vojtěch Loub.

## Bohoslužby
| Kostel                    | Místo                 | Bohoslužba (den)           | Hodina                                                                                   | Poznámka     |
| ------------------------- | --------------------- | -------------------------- | ---------------------------------------------------------------------------------------- | ------------ |
| svatého Cyrila a Metoděje | Bílovice nad Svitavou | neděle středa pátek sobota | 9.30, 19.00 (adorace) 8.00 (6.45 roráty v adventu) 17.30 (ve školním roce pro děti) 7.00 | farní kostel |

## Aktivity farnosti
Pravidelně probíhá výuka náboženství, funguje dětská scholička i chrámový sbor dospělých. Každou středu ráno se věřící modlí v kostele růženec a v pátek večer modlitbu chval. Ve farnosti je živé modlitební společenství rodin, k dispozici je také farní kavárna.
Každoročně se koná tříkrálová sbírka, v roce 2014 se při ní vybralo 70 724 korun, o rok později 72 505 korun, v roce 2016 šlo o 68 610 korun. Při sbírce v roce 2017 se vybralo 83 590 korun. V roce 2019 dosáhl výtěžek sbírky 94 888 korun.
Dnem vzájemných modliteb farností za bohoslovce a bohoslovců za farnosti brněnské diecéze je 23. březen. Adorační den připadá na první neděli v listopadu.
Farnost se pravidelně zapojuje do projektu Noc kostelů.